# Komenda Wojewódzka Policji Państwowej we Lwowie
Komenda Wojewódzka Policji Państwowej we Lwowie – jednostka organizacyjna Policji Państwowej, działająca w okresie II Rzeczypospolitej do 1939 na obszarze województwa lwowskiego z siedzibą we Lwowie.

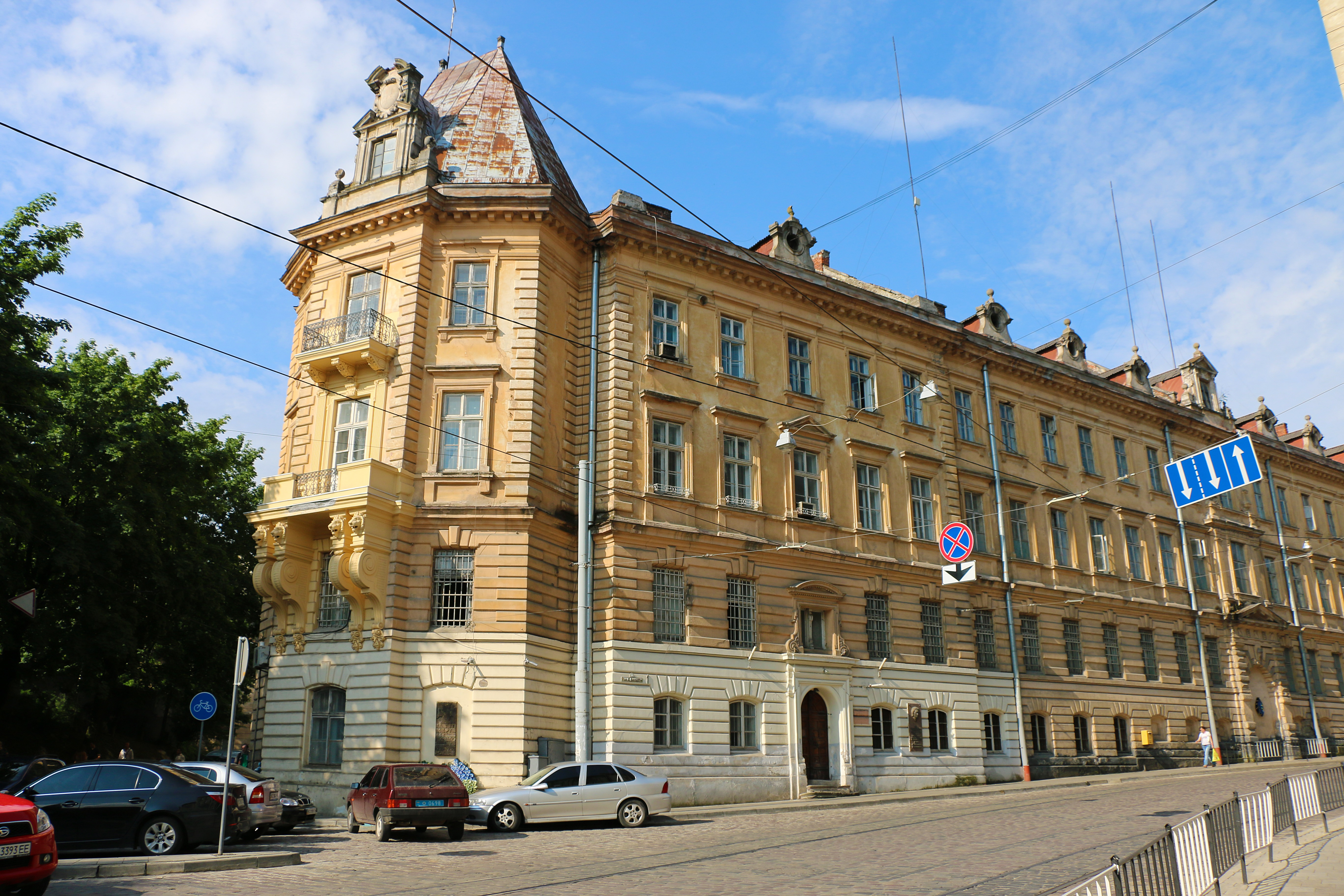
Gmach Policji Państwowej przed 1939 (stan w 2016)

Do 1939 siedziba komend PP (zarówno wojewódzkiej  jak i powiatowej) mieściła się we Lwowie przy ulicy Leona Sapiehy 1 (obecnie ul. Stepana Bandery 1).

## Struktura
U zarania II Rzeczypospolitej, na mocy ustawy z dnia 24 lipca 1919 o policji państwowej (art. 5) wprowadzono organizację policji przystosowaną do administracyjnego podziału państwa, w związku z czym utworzono komendy okręgowe. Komendy okręgowe PP utworzono w miastach wojewódzkich (początkowo w sześciu, okręgi I-VI, które nie obejmowały ziem wschodnich II RP). Wkrótce potem utworzono trzy tymczasowe okręgi z siedzibami we Lwowie, w Krakowie i w Przemyślu. 1 marca 1920 została powołana, także tymczasowa, Komenda Okręgowa PP Wschód z siedzibą we Lwowie. Po formalnym utworzeniu województwa lwowskiego komenda okręgu we Lwowie została automatycznie przyporządkowana do obszaru terytorialnego tego województwa. Pierwotnie istniała Komenda Policji Państwowej Okręgu VIII Lwowskiego.
Rozporządzeniem Prezydenta Rzeczypospolitej z 6 marca 1928 potwierdzono organizację policji przystosowaną do administracyjnego podziału państwa (art. 16) oraz przyjęto, że każde województwo tworzy okręg wojewódzki (art. 17), zaś komendant wojewódzki PP jest przełożonym dla wszystkich oficerów i szeregowych PP na terenie województwa (art. 22).
Przy KW we Lwowie działał Urząd Śledczy we Lwowie. Ponadto na obszarze województwa lwowskiego istniały jednostki, które podlegały Komendzie Głównej Policji Państwowej: Normalna Szkoła Fachowa dla Szeregowych PP w Mostach Wielkich, 6. kompania Rezerwy Policyjnej i 1. szwadron Rezerwy Policyjnej we Lwowie, 10. kompania Rezerwy Policyjnej w Jarosławiu.

## Jednostki podległe
- Komenda PP Miasta Lwowa (10 komisariatów, 2 posterunki, 2 wartownie, oddział rezerwy oraz Wydział Śledczy we Lwowie)[10]

Komendy powiatowe
- Komenda Powiatowa Policji w Bóbrce (powiat bóbrecki, 10 posterunków)[10]
- Komenda Powiatowa Policji w Brzozowie (brzozowski, 8 posterunków)[10]
- Komenda Powiatowa Policji w Dobromilu (powiat dobromilski, 13 posterunków)[10]
- Komenda Powiatowa Policji w Drohobyczu (powiat drohobycki, 14 posterunków i 2 wartownie oraz Wydział Śledczy w Drohobyczu, Komisariat PP w Drohobyczu, Komisariat PP w Borysławiu)[10]
- Komenda Powiatowa Policji w Gródku Jagiellońskim (powiat gródecki, 12 posterunków)[10]
- Komenda Powiatowa Policji w Jarosławiu (jarosławski, 13 posterunków oraz Komisariat PP w Jarosławiu)[10]
- Komenda Powiatowa Policji w Jaworowie (powiat jaworowski, 10 posterunków)[10]
- Komenda Powiatowa Policji w Kolbuszowej (powiat kolbuszowski, 8 posterunków)[10]
- Komenda Powiatowa Policji w Krośnie (krośnieński, 13 posterunków)[10]
- Komenda Powiatowa Policji w Lesku (leskie, 18 posterunków i 1 wartownia)[10]
- Komenda Powiatowa Policji w Lubaczowie (lubaczowski, 10 posterunków)[10]
- Komenda Powiatowa Policji we Lwowie (lwowski, 22 posterunków i 1 wartownia)[10]
- Komenda Powiatowa Policji w Łańcucie (łańcucki, 12 posterunków)[10]
- Komenda Powiatowa Policji w Mościskach (powiat mościski, 8 posterunków)[10]
- Komenda Powiatowa Policji w Nisku (niżański, 9 posterunków)[10]
- Komenda Powiatowa Policji w Przemyślu (przemyski, 14 posterunków i 1 wartownia oraz Wydział Śledczy w Przemyślu, Komisariat PP w Przemyślu)[10]
- Komenda Powiatowa Policji w Przeworsku (przeworski, 5 posterunków)[10]
- Komenda Powiatowa Policji w Rawie Ruskiej (rawski, 13 posterunków)[10]
- Komenda Powiatowa Policji w Rudkach (powiat rudecki, 10 posterunków)[10]
- Komenda Powiatowa Policji w Rzeszowie (rzeszowski, 12 posterunków oraz Wydział Śledczy w Rzeszowie, Komisariat PP w Rzeszowie)[10]
- Komenda Powiatowa Policji w Samborze (samborski, 14 posterunków oraz Komisariat PP w Samborze)[10]
- Komenda Powiatowa Policji w Sanoku (sanocki, 14 posterunków)[10]
- Komenda Powiatowa Policji w Sokalu (powiat sokalski, 13 posterunków oraz Wydział Śledczy w Sokalu)[10]
- Komenda Powiatowa Policji w Tarnobrzegu (tarnobrzeski, 12 posterunków)[10]
- Komenda Powiatowa Policji w Turce (powiat turczański, 15 posterunków)[10]
- Komenda Powiatowa Policji w Żółkwi (powiat żółkiewski, 9 posterunków)[10]

## Komendanci wojewódzcy
- insp. Walerian Wiczyński (01 XII 1919 – 27 VI 1927)[8]
- insp. Czesław Grabowski (27 VI 1927 – 03 IX 1931)[8]
- podinsp. Marian Kozielewski (15 IX 1931 –08 10 1934)[8]
- insp. Władysław Goździewski (17 XI 1934 – IX 1939)[8]